# Angelo Martino Giancola
Angelo Martino Giancola (Vasto, 25 marzo 1977) è un ex arbitro di calcio italiano.

## Carriera
È arbitro effettivo dal 1992. Appartiene alla sezione AIA di Vasto, la sua città di nascita.
Viene promosso in CAN D nella stagione 2002-2003, successivamente nel 2005  approda alla CAN C. Qui, dopo quattro stagioni (nelle quali inanella 82 presenze in serie C1, a cui vanno aggiunte le finali play-off di serie C2 Portogruaro-Bassano del 2008 e Alessandria-Como del 2009) ottiene l'ulteriore promozione in CAN A-B, nel luglio del 2009, per decisione del designatore di allora, Giancarlo Dal Forno.
Ha fatto il suo esordio in B il 27 ottobre 2009 in Empoli-Triestina 1-1 e successivamente in Serie A in Cagliari-Livorno 3-0, il 16 gennaio 2010.
Il 3 luglio 2010, con la scissione della CAN A-B in CAN A e CAN B, viene inserito nell'organico della CAN B.

Il 14 ottobre 2010 durante Varese-Albinoleffe si frattura il piede sinistro, rientrerà per l'ultima giornata di campionato a Vicenza il 21 maggio 2011.

Al termine della stagione 2012-2013, vanta 3 presenze in serie A.

Il 2 luglio 2013 termina la sua carriera arbitrale.

Il 4 luglio 2014 viene nominato Presidente del C.R.A. Abruzzo, incarico che termina il 4 luglio 2020.
Il 4 luglio 2020 viene nominato componente della commissione CAN D con a capo Andrea Gervasoni.